# 偽虎鯨屬
偽虎鯨屬（學名：Pseudorca），是鯨下目的一個屬，偽虎鯨是偽虎鯨屬下唯一的現生種。
苑裡偽虎鯨 （學名：P. yuanliensis）出土於台灣苑裡的上新世地層中，而橫山偽虎鯨 （學名：P. yokoyamai）則出土於日本的上新世和更新世地層中。